# Сужи
Су́жи (лат. Suži) — микрорайон Риги, один из самых маленьких районов города. Состоит из 5 жилых 1-4 этажных домов и дачных домов, стоящих вдоль леса. В микрорайоне нет собственных улиц (кроме дачных домов), дома находятся по улице Jaunciema gatve, которая проходит от Вецмилгрависа до Берги.

## История
В Сужи существовала военная часть (ныне закрыта), где в советское время дислоцировался отдельный полк войск гражданской обороны (257 отдельный механизированный полк (в/ч 42216), а позже использовалась как тренировочная база латвийской армии.

## Транспорт
Автобусные маршруты № 11 (ул. Абренес — Сужи), 19 (Саркандаугава — Букулти — Межциемс), 29 (Вецмилгавис — Яунциемсское кладбище — Межциемс; в летний сезон продлевается до Вецаки).